# Smocza Jama (Tatry)
Smocza Jama – jaskinia w Tatrach Zachodnich, właściwie krótki, stromy korytarz jaskiniowy przebijający skałę na wylot, znajdujący się w dolnej części Wąwozu Kraków w Dolinie Kościeliskiej. Jaskinia ma kształt wznoszącego się tunelu. Otwór wejściowy znajduje się na wysokości ok. 1100 m n.p.m.

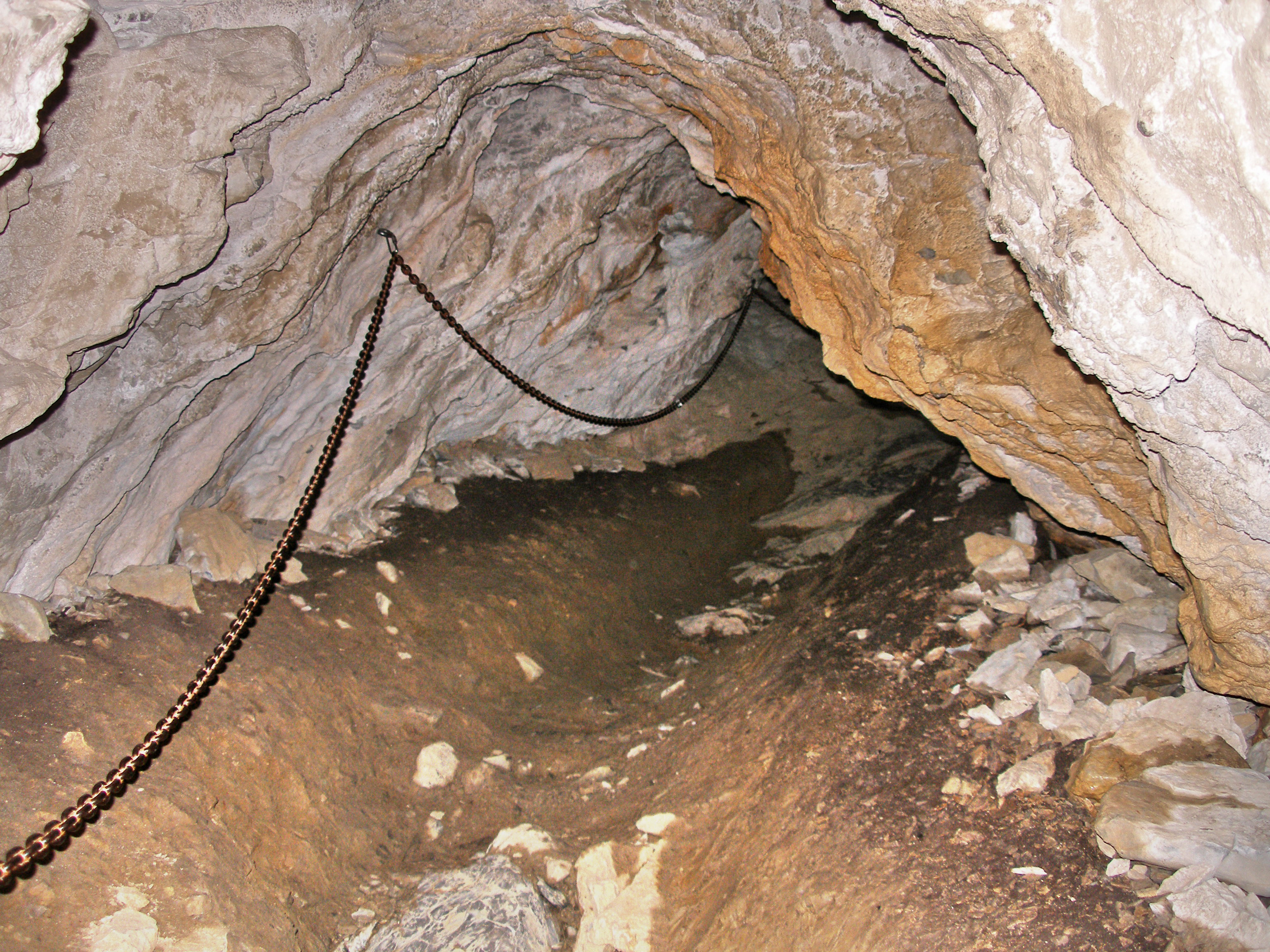
Wnętrze Smoczej Jamy

## Opis i historia jaskini
Jaskinia udostępniona jest do zwiedzania. Prowadzi do niej niewielka ścieżka z drabiną i łańcuchami. W samej jaskini przejście jest również ubezpieczone łańcuchem. Smocza Jama jest kręta i ciemna, do zwiedzania potrzebna jest latarka. Zimą szlak bywa oblodzony, co znacznie utrudnia przejście. Istnieje możliwość obejścia fragmentu szlaku prowadzącego jaskinią – ubezpieczone łańcuchami wejście po skale, w której się ona znajduje. Wariant ten został wytyczony w 1967 r.
Smocza Jama od dawna jest znana i użytkowana turystycznie. Pierwsza pisana wzmianka pochodzi z przewodnika Karla Kolbenheyera z 1876 r. Początkowo była zwiedzana w odwrotną stronę, co zwiększało efektowność przejścia. Pierwotnie szlak był ubezpieczony drewnianymi konstrukcjami, w 1949 r. zmieniono je na stalowe.
Między listopadem 2013 a marcem 2014 r. na zlecenie TPN wykonano ponowne pomiary jaskiń udostępnionych turystom, w tym Smoczej Jamy. Jej długość wzrosła z 40 do 44 m, a deniwelacja z 16,5 do 18,6 m.

## Szlaki turystyczne
– przez jaskinię przechodzi żółty szlak turystyczny z Polany Pisanej przez Wąwóz Kraków z powrotem na Polanę Pisaną. Jest to trasa jednokierunkowa, czas przejścia całego szlaku ok. 50 min.